# Llista de governadors de Puerto Rico

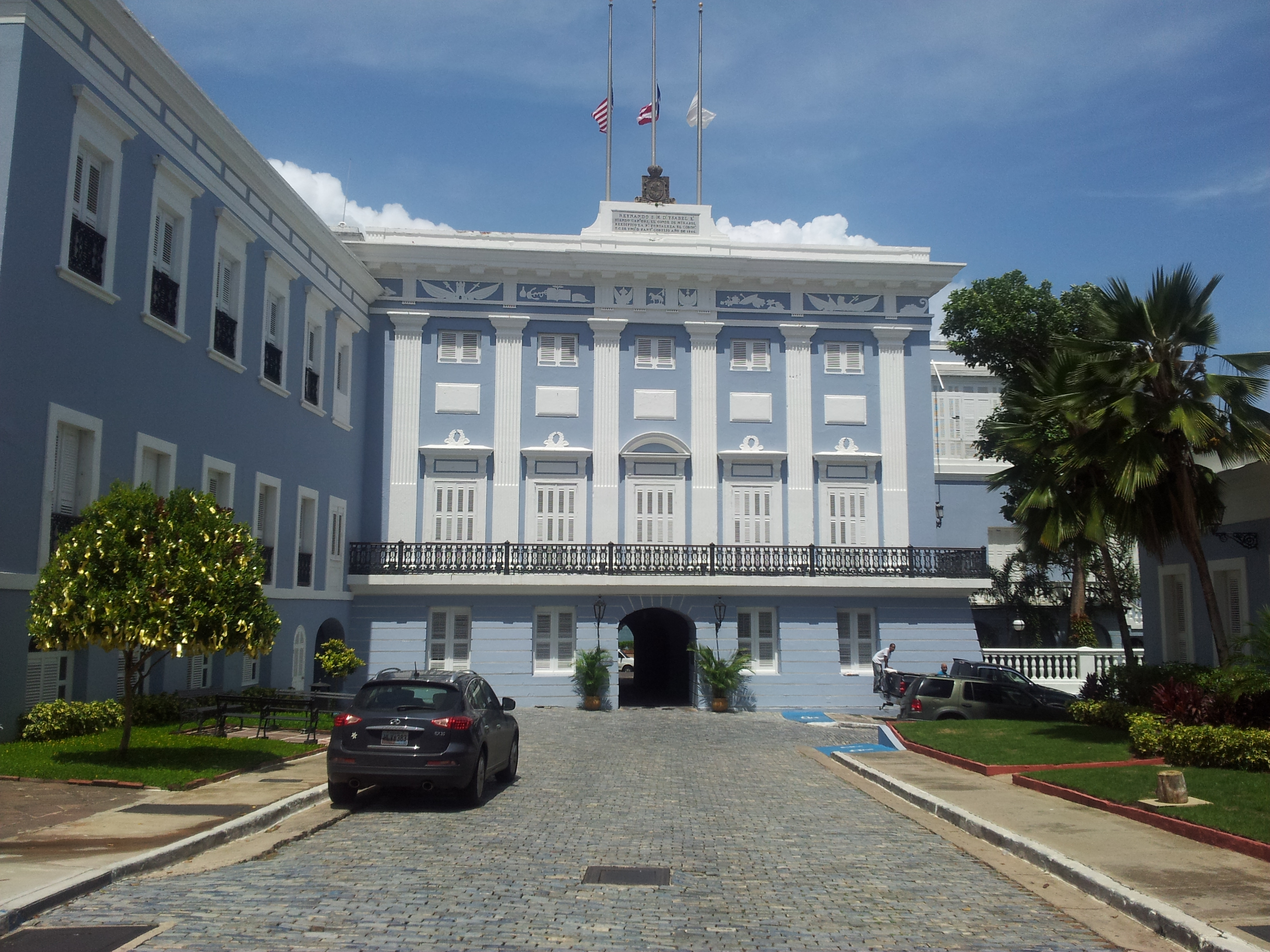
La Fortalesa, San Juan (Puerto Rico), és la residència oficial del Governador de Puerto Rico. Fou construïda entre 1533 i 1540.

Segell actual del Governador de Puerto Rico

La llista de governadors de Puerto Rico inclou totes les persones que han ocupat aquest càrrec des de 1509, sigui sota el domini espanyol o americà. El Governador de Puerto Rico és el Cap de Govern de l'Estat Lliure Associat de Puerto Rico. La posició va ser establerta per primera vegada per l'Imperi espanyol al segle xvi després de la colonització de l'arxipèlag.
La primera persona que va a ocupar oficialment el càrrec va ser el conqueridor espanyol Juan Ponce de León l'any 1509. En aquell moment la monarquia espanyola era la responsable d'aquest nomenament. El primer natiu de Puerto Rico per realitzar la funció fou Juan Ponce de León II, com a governador interí en 1579. Durant aquesta administració, tots els nomenats per a ocupar el càrrec havien servit anteriorment dins del govern de l'imperi o de l'Església Catòlica Romana. L'any 1898 els Estats Units d'Amèrica van envair Puerto Rico i el Govern espanyol li va cedir el control de l'illa, juntament amb Cuba, Filipines i Guam. Durant els dos primers anys tot el govern a Puerto Rico va ser nomenat pel President dels Estats Units. El 1900 el govern nord-americà aprovà la Llei Foraker que va establir un govern civil a l'illa. El 1947, la Llei federal del Governador Electiu va ser promulgada i es va crear un nou sistema en el qual, des de 1948, el governador és triat a través d'un procés democràtic, cada quatre anys. La llei va ser aprovada per Harry S. Truman i preveu que el Governador té la funció executiva de l'illa. El càrrec pren possessió el dia 2 de gener de l'any següent a les eleccions.

Des de 1530, La Fortaleza és la residència oficial del governador de Puerto Rico.

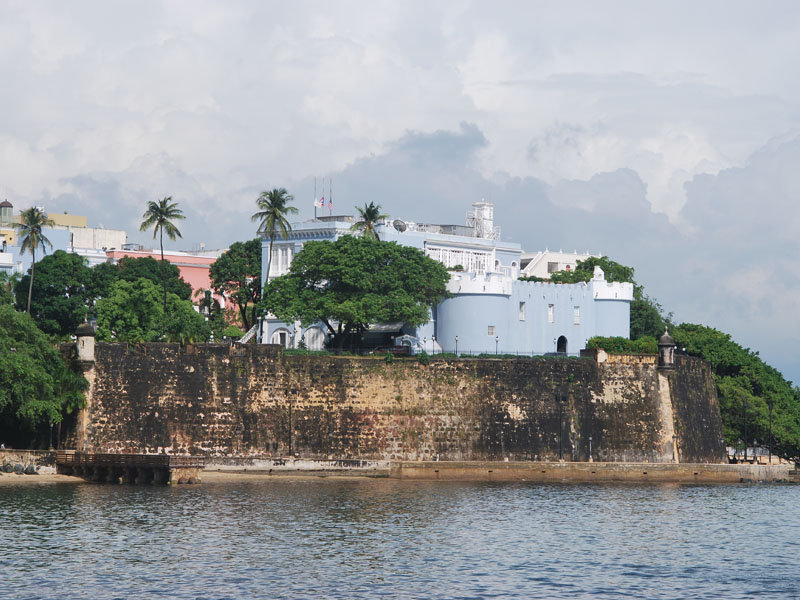
La residència del Governador de Puerto Rico, La Fortalesa de Sant Juan, és la mansió executiva més antiga del Nou Món

## Història
Quan l'Imperi Espanyol colonitzà Puerto Rico durant el segle xvi, el conqueridor Juan Ponce de León es va establir com a primer governador de l'illa en substitució de Vicente Yáñez Pinzón, qui va ser designat per ocupar el càrrec de Capità General de la Ciutat de Puerto Rico abans de la colonització de l'illa, però mai fent aquesta funció. Durant aquest període, la monarquia espanyola era l'encarregada de nomenar el governador de Puerto Rico que s'encarregava del desenvolupament econòmic de l'illa i informava sobre l'estat de la colònia a l'imperi espanyol. Després de 1580 la Capitania General de Puerto Rico va ser creada i el càrrec de Capità General el tenia el governador.
El 25 de juliol de 1898, amb l'esclat de la Guerra hispano-estatunidenca, Puerto Rico va ser envaït pels Estats Units quan, després d'un breu conflicte armat, l'exèrcit dels Estats Units va aterrar a Guánica. Després de la finalització de la guerra, Espanya es va veure obligada a cedir Puerto Rico, juntament amb Cuba, Filipines i Guam als Estats Units en virtut del Tractat de París (1898).
Puerto Rico va començar el segle XX sota el govern militar dels Estats Units amb funcionaris, entre ells el governador, nomenats pel President dels Estats Units. L'any 1900 William McKinley va signar l'Acta Foraker com una llei federal dels Estats Units que establia un govern civil a Puerto Rico. El nou govern tenia un governador i un consell executiu designat pel president, una Cambra de Representants de Puerto Rico amb 35 membres electes, un sistema judicial amb una Cort Suprema de Justícia i un Comissionat Resident sense dret a vot al Congrés. El primer governador civil de l'illa sota la Llei Foraker va ser Charles Herbert Allen. Aquest sistema encara s'utilitza després de l'aprovació de la Llei Jones, que va alterar l'estructura de govern a Puerto Rico, i va estar en ús fins a 1948.
Des de 1948, el governador ha estat elegit a través d'un procés democràtic, cada quatre anys. En virtut d'aquest sistema, el governador està a càrrec del poder executiu de l'illa. En aquestes eleccions, cada persona ha de votar entre diversos candidats, cadascun dels quals representa un partit polític. Els partits representats actualment són el Partit Nou Progressista de Puerto Rico, el Partit Independentista Porto-riqueny, el Partit Popular Democràtic de Puerto Rico i el Partit de Porto-riquenys per Puerto Rico. En el procés electoral es compten els vots i el candidat que reuneix la pluralitat (no la majoria) dels vots es reconeix com a governador electe i pren possessió del càrrec el 2 de gener de l'any següent, en un acte públic inaugural precedit per una cerimònia de jurament privat.
En absència del governador, o si el governador mor o és incapaç de realitzar les funcions executives, el Secretari d'Estat de Puerto Rico pren el control de les funcions executives com a governador interí, durant l'absència o incapacitat temporal, i com a governador en cas de mort, renúncia o destitució i condemna. El governador electe haurà de designar un nombre de secretaris i altres caps d'agències que controlaran les agències administratives individuals durant el seu temps en el càrrec. Els secretaris seleccionats estan a càrrec de la sanitat, els recursos naturals, l'economia, les presons i les agències judicials i el departament de consum, entre d'altres. El mandat de quatre anys del governador comença el 2 de gener, l'endemà del dia de vacances d'Any Nou.

## Llista de governadors de Puerto Rico

### Sota la Corona Espanyola des de 1509 fins a 1898
Relació de governadors sota la corona espanyola des de 1509 fins 1898:
| №   | Imatge | Nom                                                                             | Inici            | Fi               | Referència    |
| --- | ------ | ------------------------------------------------------------------------------- | ---------------- | ---------------- | ------------- |
| 1   |        | Capità General Don Juan Ponce de León (1a vegada) 1474 – July 1521 (edat c. 47) | 1508             | 1509             | [ 7 ]         |
| 2   |        | Juan Cerón                                                                      | 1509             | 1510             | [ 8 ]         |
| 3   |        | Capità General Don Juan Ponce de León (2a vegada)                               | 1510             | 1511             | [ 9 ]         |
| 4   |        | Juan Cerón                                                                      | 1511             | 1512             | [ 8 ]         |
| 5   |        | Rodrigo de Moscoso                                                              | 1512             | 1513             | [ 10 ]        |
| 6   |        | Capità General Cristóbal de Mendoza                                             | 1513             | 1515             | [ 11 ]        |
| 7   |        | Capità General Don Juan Ponce de León (3a vegada)                               | 1515             | 12 set 1519      | [ 10 ]        |
| 8   |        | Sánchez Velázquez                                                               | 1519             | 1519             | [ 11 ]        |
| 9   |        | Antonio de la Gama                                                              | 1519             | 1521             | [ 11 ]        |
| 10  |        | Pedro Moreno                                                                    | 1521             | 1523             | [ 11 ]        |
| 11  |        | Bisbe Alonso Manso                                                              | 1523             | 1524             | [ 11 ]        |
| 12  |        | Pedro Moreno                                                                    | 1524             | 1529             | [ 11 ]        |
| 13  |        | Antonio de la Gama                                                              | 1529             | 1530             | [ 11 ]        |
| 14  |        | Tinent General Francisco Manuel de Landó                                        | 1530             | 1536             | [ 11 ]        |
| 15  |        | Vasco de Tiedra                                                                 | 1536             | 1537             | [ 11 ]        |
| 16  |        | Vasco de Tiedra                                                                 | 1537             | 1544             | [ 11 ]        |
| 17  |        | Jerónimo Lebrón de Quiñones                                                     | 1544             | 1544             | [ 11 ]        |
| 18  |        | Llicenciat Iñigo López Cervantes y Loayza                                       | 1544             | 1546             | [ 11 ]        |
| 19  |        | Llicenciat Diego de Caraza                                                      | 1546             | 1548             | [ 11 ]        |
| 20  |        | Diego de Caraza                                                                 | 1548             | 1550             | [ 11 ]        |
| 21  |        | Luis de Vallejo                                                                 | 1550             | 1555             | [ 11 ]        |
| 22  |        | Llicenciat Alonso Esteves                                                       | 1555             | 1555             | [ 11 ]        |
| 23  |        | Llicenciat Diego de Caraza                                                      | 1555             | 1561             | [ 11 ]        |
| 24  |        | Antonio de la Llama Vallejo                                                     | 1561             | 1564             | [ 11 ]        |
| 25  |        | Francisco Bahamonde De Lugo                                                     | 1564             | 1568             | [ 11 ]        |
| 26  |        | Francisco de Solís Osorio                                                       | 1568             | 1574             | [ 11 ]        |
| 27  |        | Francisco de Obando y Mexia                                                     | 1575             | 1579             | [ 11 ]        |
| 28  |        | Juan Ponce de León II                                                           | 1579             | 1579             | [ 12 ]        |
| 29  |        | Jerónimo de Agüero Campuzano                                                    | 1580             | 1580             | [ 11 ]        |
| 30  |        | Capità General Juan de Céspedes                                                 | 1580             | 1581             | [ 11 ]        |
| 31  |        | Capità General Juan López Melgarejo                                             | 1581             | 1582             | [ 11 ]        |
| 32  |        | Capità General Diego Menéndez de Valdés                                         | 1582             | 1593             | [ 11 ]        |
| 33  |        | Coronel Pedro Suárez                                                            | 1593             | 1597             | [ 11 ]        |
| 34  |        | Capità General Antonio de Mosquero                                              | 1597             | 1598             | [ 11 ]        |
| 35  |        | Colonel Pedro Suárez de Coronel (2a vegada)                                     | 1597-8           | 1599             | [ 11 ]        |
| 36  |        | Capità General Alonso de Mercado                                                | 1599             | 1602             | [ 11 ]        |
| 37  |        | Capità General Sancho Ochoa de Castro                                           | 1602             | 1608             | [ 11 ]        |
| 38  |        | Gabriel de Rojas Párano                                                         | 1608             | 1614             | [ 11 ]        |
| 39  |        | Capità General Felipe de Beaumont y Navarra                                     | 1614             | 1620             | [ 11 ]        |
| 40  |        | Juan de Vargas                                                                  | 1620             | 1625             | [ 11 ]        |
| 41  |        | Capità General Juan de Haro y Sanvítores                                        | 1625             | 1630             | [ 11 ]        |
| 42  |        | Capità General Enrique Enríquez de Sotomayor                                    | 24 gener 1631    | 16 febrer 1635   | [ 11 ]        |
| 43  |        | Capità General Iñigo de la Mota Sarmiento                                       | 1635             | 1641             | [ 11 ]        |
| 44  |        | Capità General Agustín de Silva y Figueroa                                      | 1641             | 1641             | [ 11 ]        |
| 45  |        | Capità General Juan de Bolaños                                                  | 1642             | 1643             | [ 11 ]        |
| 46  |        | Fernando de la Riva Agüero y Setien                                             | 1643             | 1648             | [ 11 ]        |
| 47  |        | Diego de Aguilera y Gamboa                                                      | 24 maig 1649     | 1655             | [ 11 ]        |
| 48  |        | José Novoa y Moscoso Pérez y Buitron                                            | 1655             | 1660             | [ 11 ]        |
| 49  |        | Capità General Juan Pérez de Guzmán y Chagoyen                                  | 1660             | 1664             | [ 11 ]        |
| 50  |        | Jerónimo de Velasco                                                             | 1664             | 1670             | [ 11 ]        |
| 51  |        | Gaspar de Arteaga y Aunoavidao                                                  | 1670             | 1674             | [ 13 ]        |
| 52  |        | Diego Roblandillo                                                               | 1674             | 1674             | [ 13 ]        |
| 53  |        | Capità General Baltazar Figueroa y Castilla                                     | 1674             | 1674             | [ 13 ]        |
| 54  |        | Alonso de Campos y Espinosa                                                     | 1675             | 1678             | [ 13 ]        |
| 55  |        | Juan de Robles Lorenzana                                                        | 1678             | 1683             | [ 13 ]        |
| 56  |        | Capità General Gaspar Martínez de Andino                                        | 1683             | 1685             | [ 13 ]        |
| 57  |        | Juan Francisco Medina                                                           | 1685             | 1690             | [ 13 ]        |
| 58  |        | Gaspar de Arredondo y Valle                                                     | 1690             | 1695             | [ 13 ]        |
| 59  |        | Juan Francisco Medina                                                           | 1695             | 1697             | [ 13 ]        |
| 60  |        | Tomás Franco                                                                    | 1697             | 1698             | [ 13 ]        |
| 61  |        | Antonio de Robles Silva                                                         | 1698             | 1699             | [ 13 ]        |
| 62  |        | Gabriel Suárez de Ribera                                                        | 1700             | 1703             | [ 13 ]        |
| 63  |        | Diego Jiménez de Villarán                                                       | 1703             | 1703             | [ 13 ]        |
| 64  |        | Francisco Sánchez Calderón                                                      | 1703             | 1703             | [ 13 ]        |
| 65  |        | Pedro Arroyo y Guerrero                                                         | 1704             | 1705             | [ 13 ]        |
| 66  |        | Juan Francisco López de Morla                                                   | 1706             | 1706             | [ 13 ]        |
| 67  |        | Francisco Danio Granados                                                        | 24 Des 1708      | 18 Jul 1711      | [ 13 ]        |
| 68  |        | Coronel Juan de Ribera                                                          | 1709             | 1715             | [ 13 ]        |
| 69  |        | José Francisco Carreño                                                          | 1716             | 1716             | [ 13 ]        |
| 70  |        | Alfonso Bortodano                                                               | 1716             | 1720             | [ 13 ]        |
| 71  |        | Francisco Danio Granados                                                        | 7 Abr 1720       | 1724             | [ 13 ]        |
| 72  |        | Capità General José Antonio de Mendizabal y Azcue                               | 22 Ago 1724      | 11 Oct 1731      | [ 13 ]        |
| 73  |        | Tinent Coronel Matías de Abadía                                                 | 1731             | 1743             | [ 13 ]        |
| 74  |        | Domingo Pérez de Mandares                                                       | 1743             | 1744             | [ 13 ]        |
| 75  |        | Coronel Juan José Colomo                                                        | 1744             | 1750             | [ 13 ]        |
| 76  |        | Coronel Agustín de Parejas                                                      | 1750             | 1751             | [ 13 ]        |
| 77  |        | Tinent Coronel Esteban Bravo de Rivero                                          | 1751             | 1753             | [ 13 ]        |
| 78  |        | Capità General Felipe Ramírez de Estenos                                        | 1753             | 1757             | [ 13 ]        |
| 79  |        | Esteban Bravo de Rivero                                                         | 1757             | 1759             | [ 13 ]        |
| 80  |        | Mateo de Guaso Calderón                                                         | 1759             | 1760             | [ 13 ]        |
| 81  |        | Esteban Bravo de Rivero                                                         | 1760             | 1761             | [ 13 ]        |
| 82  |        | Tinent Coronel Ambrosio de Benavides                                            | 1761             | 1766             | [ 13 ]        |
| 83  |        | Coronel Marcos de Vergara                                                       | 1766             | 1766             | [ 13 ]        |
| 84  |        | Tinent Coronel José Trentor                                                     | 1766             | 1769             | [ 13 ]        |
| 85  |        | Coronel Miguel de Muesas                                                        | 1769             | 1776             | [ 14 ] [ 13 ] |
| 86  |        | Coronel José Dufresne                                                           | 1776             | 1783             | [ 13 ]        |
| 87  |        | Mariscal de Camp Don Juan Andrés Daban y Busterino                              | 1783             | 1789             | [ 13 ]        |
| 88  |        | Coronel Francisco Torralbo y Robles                                             | 1789             | 1789             | [ 13 ]        |
| 89  |        | Brigadier General Miguel Antonio de Ustáriz                                     | 1789             | 1792             | [ 10 ]        |
| 90  |        | Coronel Francisco Torralbo y Robles                                             | 1792             | 1794             | [ 13 ]        |
| 91  |        | General de Brigada Enrique Grimarest                                            | 1794             | 1795             | [ 10 ]        |
| 92  |        | Mariscal de camp Don Ramón de Castro y Gutiérrez                                | 1795             | 1804             | [ 13 ]        |
| 93  |        | Toribio Montes                                                                  | 1804             | 1809             | [ 13 ]        |
| 94  |        | Salvador Meléndez Bruna                                                         | 30 juny 1809     | 24 març 1820     | [ 13 ]        |
| 95  |        | General de Brigada Juan Vasco y Pascual                                         | 24 Mar 1820      | 7 Ago 1820       | [ 13 ]        |
| 96  |        | General de Brigada Gonzalo Arostegui y Herrera                                  | 7 Ago 1820       | 12 Feb 1822      | [ 13 ]        |
| 97  |        | Coronel José de Navarro                                                         | 12 Feb 1822      | 30 Mai 1822      | [ 13 ]        |
| 98  |        | Francisco González de Linares                                                   | 30 Mai 1822      | 4 Des 1823       | [ 13 ]        |
| 99  |        | Tinent General Miguel Luciano de la Torre y Pando                               | 4 Des 1823       | 1837             | [ 13 ]        |
| 100 |        | Francisco Javier de Moreda y Prieto                                             | 1837             | 1838             | [ 13 ]        |
| 101 |        | Mariscal de Camp Miguel López Baños y Monsalve                                  | 1838             | 1841             | [ 13 ]        |
| 102 |        | Tinent General Santiago Méndez de Vigo                                          | 1841             | 1844             | [ 13 ]        |
| 103 |        | Tinent General Rafael Arístegui y Vélez                                         | 1844             | 1847             | [ 13 ]        |
| 104 |        | Mariscal de Camp Don Joan Prim i Prats                                          | 1847             | 1848             | [ 15 ]        |
| 105 |        | Tinent General Juan de la Pezuela y Cevallos                                    | 1848             | 1851             | [ 10 ]        |
| 106 |        | Enrique de España y Taberner                                                    | 1851             | 1852             | [ 10 ]        |
| 107 |        | Tinent General Fernando Norzagaray y Escudero                                   | 1852             | 1855             | [ 10 ]        |
| 108 |        | Tinent General Andrés García Camba                                              | gener 1855       | agost 1855       | [ 10 ]        |
| 109 |        | Tinent General José Lemery Ibrarrola Ney y González                             | agost 1855       | gener 1857       | [ 10 ]        |
| 110 |        | Tinent General Fernando Cotoner y Chacon                                        | gener 1857       | juliol 1860      | [ 10 ]        |
| 111 |        | Sabino Gamir Maladen                                                            | juliol 1860      | agost 1861       | [ 10 ]        |
| 112 |        | Tinent General Rafael Echagüe y Bermingham                                      | agost 1861       | 1862             | [ 10 ]        |
| 113 |        | General de Brigada Rafael Izquierdo y Gutiérrez                                 |                  | 1862             | [ 10 ]        |
| 114 |        | Tinent General Félix María de Messina Iglesias                                  | abril 1862       | novovembre 1865  | [ 10 ]        |
| 115 |        | Tinent General José María Marchessi y Oleaga                                    | 1865             | 1867             | [ 10 ]        |
| 116 |        | General Julián Juan Pavía Lacy                                                  | 1867             | 1868             | [ 10 ]        |
| 117 |        | General José Laureano de Sanz y Posse                                           | 1868             | 1870             | [ 10 ]        |
| 118 |        | Tinent General Gabriel Baldrich i Palau                                         | 1870             | 1871             | [ 10 ]        |
| 119 |        | General Ramón Gómez y Pulido                                                    | 1871             | 1872             | [ 10 ]        |
| 120 |        | General Simón de la Torre Ormaza                                                | 1872             | 1872             | [ 10 ]        |
| 121 |        | General de Brigada Joaquín Eurile Hernan                                        | 1872             | 1873             | [ 10 ]        |
| 122 |        | Tinent General Juan Martínez Plowes                                             | 1873             | 1873             | [ 10 ]        |
| 123 |        | General Rafael Primo de Rivera y Sobremonte                                     | 1873             | 1874             | [ 10 ]        |
| 124 |        | General José Laureano de Sanz y Posse                                           | 1875             | 1875             | [ 10 ]        |
| 125 |        | General Segundo de la Portilla Gutiérrez                                        | 1875             | 1877             | [ 10 ]        |
| 126 |        | General Manuel de La Serna y Hernández Pinzón                                   | 1877             | 1878             | [ 10 ]        |
| 127 |        | General José Gamir Maladen                                                      | 1878             | 1878             | [ 10 ]        |
| 128 |        | General Eulogio Despujol y Dusay                                                | 1878             | 1881             | [ 10 ]        |
| 129 |        | General Segundo de la Portilla Gutiérrez                                        | 1881             | 1883             | [ 10 ]        |
| 130 |        | General Miguel de la Vega Inclán y Palma                                        | nov 1883         | jul 1884         | [ 10 ]        |
| 131 |        | General Don Carlos Suances Campos                                               | 1884             | 1884             | [ 10 ]        |
| 132 |        | General Ramón Fajardo Izquierdo                                                 | 1884             | 1884             | [ 10 ]        |
| 133 |        | General Luis Dabán y Ramírez de Arellano                                        | 1884             | 1887             | [ 10 ]        |
| 134 |        | General Romualdo Palacio y González                                             | 23 març 1887     | 11 novembre 1887 | [ 10 ]        |
| 135 |        | General Juan Contreras Martinez                                                 | 1887             | 1888             | [ 10 ]        |
| 136 |        | General Pedro Ruiz Dana                                                         | 1888             | 1890             | [ 10 ]        |
| 137 |        | General de Brigada José Pasqual de Bonanza y Soler de Cornellá                  | 18 abril 1890    | 22 abril 1890    | [ 10 ]        |
| 138 |        | General José Lasso y Pérez                                                      | 1890             | 1893             | [ 10 ]        |
| 139 |        | General Antonio Dabán y Ramírez de Arellano                                     | 21 novembre 1892 | 21 maig 1895     | [ 10 ]        |
| 140 |        | General José Gamir Maladen                                                      | 1895             | 1896             | [ 10 ]        |
| 141 |        | General Emilio March                                                            | 1896             | 1896             | [ 10 ]        |
| 142 |        | General Sabas Marín González                                                    | 1896             | 1898             | [ 16 ]        |
| 143 |        | General Ricardo de Ortega y Diez                                                | 1898             | 1898             | [ 17 ]        |
| 144 |        | General Andrés González Muñoz                                                   | 1898             | 1898             | [ 18 ]        |
| 145 |        | General Ricardo de Ortega y Diez                                                | 1898             | 1898             | [ 17 ]        |
| 146 |        | General Manuel Macías y Casado                                                  | 1898             | 1898             | [ 19 ]        |
| 147 |        | General Ricardo de Ortega y Diez                                                | 1898             | 1898             | [ 17 ]        |

### Sota l'administració colonial dels EUA des de 1898 fins a 1949

#### Govern militar des de 1898 fins a 1900
| Imatge | Nom                                 | Inici | Fi   | Referencia |
| ------ | ----------------------------------- | ----- | ---- | ---------- |
|        | Comandant General Nelson A. Miles   | 1898  | 1898 | [ 20 ]     |
|        | General de Divisió John R. Brooke   | 1898  | 1898 | [ 21 ]     |
|        | General De Divisió Guy Vernon Henry | 1898  | 1899 | [ 22 ]     |
|        | George Whitefield Davis             | 1899  | 1900 | [ 10 ]     |

#### A partir de la Llei Foraker de 1900 fins a 1949
Governadors nord-americans des de 1900 fins 1949:
| Imatge | Nom                              | Inici       | Fi               | Nota                                                                                 | Referència    |
| ------ | -------------------------------- | ----------- | ---------------- | ------------------------------------------------------------------------------------ | ------------- |
|        | Charles Herbert Allen            | 1 maig 1900 | 15 setembre 1901 | Primer governador civil dels E.U.A. anomenat pel President William McKinley          | [ 24 ]        |
|        | William Henry Hunt               | 1901        | 1904             |                                                                                      | [ 25 ]        |
|        | Beekman Winthrop                 | 1904        | 1907             |                                                                                      | [ 11 ]        |
|        | Regis Henri Post                 | 1907        | 1909             |                                                                                      | [ 11 ]        |
|        | Coronel George Radcliffe Colton  | 1909        | 1913             |                                                                                      | [ 11 ]        |
|        | Arthur Yager                     | 1913        | 1921             |                                                                                      | [ 26 ]        |
|        | José E. Benedicto                | 1921        | 1921             | Governador interí                                                                    | [ 11 ]        |
|        | Emmet Montgomery Reily           | 1921        | 1923             |                                                                                      | [ 27 ]        |
|        | Juan Bernardo Huyke              | 1923        | 1923             | Governador interí                                                                    | [ 11 ]        |
|        | Horace Mann Towner               | 1923        | 1929             |                                                                                      | [ 28 ]        |
|        | James R. Beverley                | 1929        | 1929             |                                                                                      | [ 11 ]        |
|        | Theodore Roosevelt Jr.           | 1929        | 1932             |                                                                                      | [ 29 ]        |
|        | James R. Beverley 2n període     | 1932        | 1933             |                                                                                      | [ 11 ]        |
|        | Robert Hayes Gore                | 1933        | 1934             |                                                                                      | [ 30 ]        |
|        | Benjamin Jason Horton            | 1934        | 1934             |                                                                                      | [ 11 ]        |
|        | General Blanton C. Winship       | 1934        | 1939             | Eliminat sumàriament pel President Roosevelt el 12 de Maig de 1939.                  | [ 33 ]        |
|        | José E. Colom                    | 1939        | 1939             | Governador interí                                                                    | [ 10 ]        |
|        | Almirall marina William D. Leahy | 1939        | 1940             |                                                                                      | [ 34 ]        |
|        | José Miguel Gallardo             | 1940        | 1941             | Governador interí                                                                    | [ 10 ]        |
|        | Comandant Guy J. Swope           | 1941        | 1941             |                                                                                      | [ 35 ]        |
|        | José Miguel Gallardo             | 1941        | 1941             | Governador interí                                                                    | [ 10 ]        |
|        | Rexford Tugwell                  | 1941        | 1946             |                                                                                      | [ 36 ]        |
|        | Jesús T. Piñero                  | 1946        | 1949             | Únic governador nadiu de Puerto Rico nomenat sota l'administració colonial dels EUA. | [ 37 ] [ 38 ] |

### Sota la Constitució de l'Estat Lliure Associat des de 1949 fins a l'actualitat
Els Governadors sota la constitució de l'Estat Lliure Associat de puerto Rico s'han repartit entre dos partits. El vermell, autonomista, i el blau, annexionista i conservador, cadasqun amb al voltant del 45% de suport electoral. El partit verd, independentista i d'esquerres, compta amb un 5% dels vots.
| Num | Imatge | Nom                                 | Inici        | Fi           | Partit                    | Afiliació dins de la política dels EUA |
| --- | ------ | ----------------------------------- | ------------ | ------------ | ------------------------- | -------------------------------------- |
| 1   |        | Luis Muñoz Marín (1898-1980)        | 2 gener 1949 | 2 gener 1965 | Partit Popular Democràtic | Independent                            |
| 2   |        | Roberto Sánchez Vilella (1913-1997) | 2 gener 1965 | 2 gener 1969 | Partit Popular Democràtic | Demòcrata                              |
| 3   |        | Luis A. Ferré (1904-2003)           | 2 gener 1969 | 2 gener 1973 | Partit Nou Progressista   | Republicà                              |
| 4   |        | Rafael Hernández Colón (1936-2019)  | 2 gener 1973 | 2 gener 1977 | Partit Popular Democràtic | Demòcrata                              |
| 5   |        | Carlos Romero Barceló (1932-2021)   | 2 gener 1977 | 2 gener 1985 | Partit Nou Progressista   | Demòcrata                              |
| 6   |        | Rafael Hernández Colón (1936-2019)  | 2 gener 1985 | 2 gener 1993 | Partit Popular Democràtic | Demòcrata                              |
| 7   |        | Pedro Rosselló González (n. 1944)   | 2 gener 1993 | 2 gener 2001 | Partit Nou Progressista   | Demòcrata                              |
| 8   |        | Sila María Calderón (n. 1942)       | 2 gener 2001 | 2 gener 2005 | Partit Popular Democràtic | Demòcrata                              |
| 9   |        | Aníbal Acevedo Vilá (n. 1962)       | 2 gener 2005 | 2 gener 2009 | Partit Popular Democràtic | Demòcrata                              |
| 10  |        | Luis Fortuño Burset (n. 1960)       | 2 gener 2009 | 2 gener 2013 | Partit Nou Progressista   | Republicà                              |
| 11  |        | Alejandro García Padilla (n. 1971)  | 2 gener 2013 | 2 gener 2017 | Partit Popular Democràtic | Demòcrata                              |
| 12  |        | Ricardo Rosselló Nevares (n. 1979)  | 2 gener 2017 | 2 agost 2019 | Partit Nou Progressista   | Demòcrata                              |
| 13  |        | Pedro Pierluisi Urrutia (n. 1959)   | 2 agost 2019 | 7 agost 2019 | Partit Nou Progressista   | Demòcrata                              |
| 14  |        | Wanda Vázquez Garced (n. 1960)      | 7 agost 2019 | 2 gener 2021 | Partit Nou Progressista   | Republicà                              |
| 15  |        | Pedro Pierluisi Urrutia (n. 1959)   | 2 gener 2021 | 2 gener 2025 | Partit Nou Progressista   | Demòcrata                              |
| 16  |        | Jennifer González Colón (n. 1976)   | 2 gener 2025 | electe       | Partit Nou Progressista   | Republicà                              |